# Edward Müller (policjant)
Edward Zygmunt Müller (ur. 12 września 1895 w Krakowie, zm. 9–11 kwietnia 1940 w Kalininie) – przodownik Policji Państwowej, działacz niepodległościowy, ofiara zbrodni katyńskiej.

## Życiorys
Sun Fryderyka i Katarzyny ze Stochów urodzony 12 września 1895 w Krakowie. Ukończył trzy klasy szkoły powszechnej. Przed I wojną światową był czeladnikiem malarskim.
Od 25 sierpnia 1914 walczył w szeregach 8. kompanii II batalionu 3 pułku piechoty Legionów Polskich. 28 marca 1917 został wymieniony we wniosku o odznaczenie austriackim Krzyżem Wojskowym Karola. Po kryzysie przysięgowym (lipiec 1917) kontynuował służbę w 3 pp Polskiego Korpusu Posiłkowego. Po bitwie pod Rarańczą (15–16 lutego 1918) uczestniczył w walkach II Korpusu Polskiego w Rosji. Po 11 listopada 1918 w Wojsku Polskim, w 2 pułku wojsk kolejowych w Jabłonnie. Został zdemobilizowany w stopniu plutonowego. 
Od 16 marca 1921 w Policji Państwowej. Pełnił służbę na Posterunku PP w Makowie Podhalańskim. W 1936 przeniesiony z województwa krakowskiego do Grupy Rezerwy Policyjnej w Warszawie, a w kwietniu 1937 do Szkoły Oficerów PP w Warszawie. 1 stycznia 1938 został mianowany na stopień przodownika. We wrześniu 1939 służył w Komendzie Głównej PP w Warszawie.
W nieznanych okolicznościach, po agresji ZSRR na Polskę (17 września 1939), dostał się do sowieckiej niewoli i został osadzony w obozie w Ostaszkowie. 8 lub 9 kwietnia 1940 został przekazany do dyspozycji naczelnika Zarządu NKWD Obwodu Kalinińskiego. Między 9 a 11 kwietnia 1940 został zamordowany w Kalininie (obecnie Twer) i pogrzebany w Miednoje. Od 2 września 2000 spoczywa na Polskim Cmentarzu Wojennym w Miednoje.
Był żonaty z Anną z Kołodziejów, z którą miał syna Mariana.
5 października 2007 Prezydent RP Lech Kaczyński mianował go pośmiertnie na stopień aspiranta Policji Państwowej. Awans został ogłoszony 10 listopada 2007 w Warszawie, w trakcie uroczystości „Katyń Pamiętamy – Uczcijmy Pamięć Bohaterów”.

## Ordery i odznaczenia
- Krzyż Niepodległości – 20 grudnia 1932 „za pracę w dziele odzyskania niepodległości”[10][1][11]
- Krzyż Walecznych – 30 grudnia 1922 „za czyny orężne w czasie bojów Legionów Polskich”[12][5]